# Titusz
Titusz est un prénom hongrois masculin.

## Étymologie
Titus est un prénom latin, très répandu, d'origine incertaine, peut-être sabine, avec un sens de "personne respectable / honorable".

## Équivalents
- Titus
- Tite, Tito, Tytus
- Tita, Titia, au féminin (en latin)

## Fête
Les "Titusz" sont fêtés le 4 janvier, mais parfois aussi le 26 janvier ou le 6 février.